# الريسان
الريسان إحدى قرى مركز الحسنة التابع لمحافظة شمال سيناء بجمهورية مصر العربية.